# Prosopography of the Later Roman Empire
Prosopography of the Later Roman Empire (общепринятое сокращение — PLRE), «Просопография Поздней Римской империи» — трёхтомное издание, в котором содержатся сведения о лицах, которые жили или якобы жили в Римском мире с 260 по 641 годы.
В предисловии издатели сообщают, что они включили в сборник всех сенаторов, всадников, комитов и держателей должностей вплоть до провинциальных губернаторов и трибунов, префектов и препозитов военных соединений, также чиновников дворцовых «министров» и префектов претория, префектов города Рима и военных магистров, советников магистратов, юристов, докторов, риторов, грамматиков и поэтов. Также включены и философы (хотя не упоминаются в предисловии). Исключены простые солдаты, младшие офицеры и декурионы, а также христиане (например, какие-либо известные христиане, не занимавшие значимых должностей или не бывшие риторами или философами). В связи с некоторой размытостью временных, географических и социальных критериев включения или невключения персон в PLRE издание подвергалось определенной критике. Статьи основаны на использовании различных источников: исторических, литературных, агиографических, документальных (например, папирусы), надписей. Имена лиц, известных только из поздних или сомнительных источников (например, Вортигерн), а также те, чьё имя сохранилось только частично в надписи или в документе, помечены особыми значками.
Издание было опубликовано Cambridge University Press по инициативе и под общей редакцией сэра Арнольда Джонса:
- Том 1, опубликованный 2 марта 1971 года, включает 1176 страниц и содержит информацию с 260 по 395 годы;
- Том 2, опубликованный 9 октября 1980 года, включает 1355 страниц, посвящён 395—527 годам;
- Том 3, опубликованный 15 октября 1992 года состоит из двух частей (всего 1626 страниц), посвящён 527—641 годам.

В 1972—1974 годах Т. Барнс уточнил PLRE, добавив информацию о нескольких десятках человек.